# 大橋裕之
大橋 裕之（おおはし ひろゆき、1980年1月28日 - ）は、日本の漫画家、俳優。愛知県蒲郡市出身。血液型A型。愛知県立三谷水産高等学校卒業。蒲郡市観光大使。

## 略歴
元々は週刊誌に投稿していたのだが、まったく賞に引っかからないので、2005年から『謎漫画作品集』を皮切りとし自費出版で活動開始する。2007年3月に音楽雑誌『indies issue』にて1ページ漫画が掲載される。同年8月、『QuickJapan』にて『世界最古の電子楽器 静子』（全3話）でメジャー商業誌デビュー。
主に、『SCHOP』（名古屋）、『溺死ジャーナル』、『スニフティ』、『SPOTTED701』（映画雑誌）などミニコミやフリーマガジンの場で執筆してきたが、『週刊ビッグコミックスピリッツ』の巻末コーナーに4コマ漫画の不定期掲載、CDジャーナル（株式会社音楽出版社）、『真夜中』（リトルモア）などの商業ベースの雑誌やソニー・デジタル『全力書店』（ケータイサイト）にも1ページ漫画や4コマ、連載マンガなどを掲載されつつ活動を広める。一見、下書きのような作風であるが、原稿には1ページにつき10分以上はかけている。特徴的なキャラクターの目は、「誰もやってないから描いてる」とのこと。
2016年から俳優活動を開始。映画『あなたを待っています』で映画初出演で初主演を果たした。
2016年6月5日、豊橋市美術博物館で開催された「豊橋『描く！』マンガ家まつり～東三河のマンガ家によるトークとマンガ教室～」に河井克夫や川崎順平と共に出演し、トークショーや漫画体験イベントを行った。
2020年1月11日、大橋裕之原作のアニメーション映画『音楽』公開。
2021年4月2日、『ゾッキA』『ゾッキB』の中から複数の短編を抜粋・再構成したコメディ映画『ゾッキ』が公開された。
2021年4月9日に公開された映画『街の上で』において、今泉力哉監督と共同で脚本を執筆した。

## 人物
- 紙芝居などのパフォーマンスや映画撮影も行っている。
- 音楽好きであり、特にカーネーションやニーネのファンを公言している。ほぼヤンキーの高校出身で、一時期プロボクサーを目指していた。
- 1999年4月16日放送の『タモリ倶楽部』の「空耳アワー」で投稿作品が採用されたことがある（ステッペンウルフの『The Pusher』で「汗が出ん!」と聞こえるネタ）。18年後の2017年5月5日放送の『タモリ倶楽部』に初出演した際に、その時にもらった手ぬぐいを持参した。
- 「全日本ポストサブカルチャー連合」メンバー（大橋裕之、小田島等、箕浦健太郎）。

## 作品リスト

### 漫画作品

#### 単行本
- 『週刊オオハシ』（創刊号 - 第10号、2006年 - 2010年、自費出版[10]）
  - ジャンプ少年ヒトシ（『Tarzan web』2022年3月17日[11] - 連載中） - 上記同人作品の商業版[10]
- 『音楽と漫画』（2009年5月、太田出版、ISBN 978-4-7783-2085-0、装幀：小田島等）
  - 『音楽 完全版』（2019年12月、カンゼン）
- 『シティライツ』（全3巻、2010年 - 2012年、モーニング・ツー、講談社）: 映画『超能力研究部の3人』（2014年）の原作。
  - 『シティライツ 完全版 上』（2018年4月、カンゼン）ISBN 978-4-86255-438-3
  - 『シティライツ 完全版 下』（2018年4月、カンゼン）ISBN 978-4-86255-439-0
- 『夏の手』（2012年9月、幻冬舎、のち幻冬舎文庫、2020年）ISBN 978-4-344-02246-1
- 『遠浅の部屋』（2013年6月、カンゼン）ISBN 978-4-86255-175-7
- 『ザ・サッカー』（2014年5月16日、カンゼン）ISBN 978-4-86255-243-3
- 『太郎は水になりたかった』（全2巻、2015年-2016年、トーチweb、リイド社）
- 『ゾッキA 幻の初期作品集』（2017年4月、カンゼン）ISBN 978-4-86255-402-4
- 『ゾッキB 幻の初期作品集』（2017年5月、カンゼン）ISBN 978-4-86255-403-1
- 『大橋裕之の1P』（2017年9月、スペースシャワーネットワーク）ISBN 978-4-909087-01-0
- 『ニューオリンピック』（2020年7月、カンゼン）
- 『ゾッキC 大橋裕之作品集』（2021年3月、カンゼン）

#### オムニバス収録等
- 「DREAM INTO DREAM」（奥田亜紀子『心臓』収録、2019年7月）※奥田亜紀子との共作
- 「給料日」（『片岡義男COMIC SHOW』収録、2019年11月）※片岡義男の小説作品の漫画化

#### 電子配信
- 『特殊能力なOLたち』（2009年9月、ソニー・デジタルエンタテイメント）
- 『ニラんで!平田さん』（2010年1月、ソニー・デジタルエンタテイメント）
- 『Peek・a・boo（ピーク・ア・ブー）』（2010年7月 - 2011年1月、ソニー・デジタルエンタテイメント）※原作を担当
- 『大橋裕之傑作選』（2013年8月 - 11月、ソニー・デジタルエンタテイメント）
- 『Winter LOVE』（2013年11月、ソニー・デジタルエンタテイメント）
- 『GOLD RUSH』（2013年11月、ソニー・デジタルエンタテイメント）
- 『女主人公のはなし-あの部屋、下駄、イモ虫女-』（2013年11月、ソニー・デジタルエンタテイメント）

### 映像作品など
- 『A・Y・A・K・A』（2008年、映像作品、監督、出演：前野健太、左近洋一郎＜ルノアール兄弟＞）
- 『エアーズロック』（2012年、実写テレビドラマ、制作はガイナックス）※キャラクターデザインを担当
- 『A・Y・A・K・O』（2013年1月、映像作品、監督、出演：倉内太、木村綾子、左近洋一郎＜ルノアール兄弟＞）
- 愛知県人権週間啓発ポスター（2016年）
- 映画『ゾッキ』（2021年、原作）
- 映画『MIRRORLIAR FILMS Season5』「変哲の竜」（2024年、監督・脚本）

## 主な出演

### テレビドラマ
- 『その「おこだわり」、私にもくれよ!!』第3・4話（2016年4月23日・30日、テレビ東京）[12]
- 『このマンガがすごい!』第11・最終話（2018年12月15日・22日、テレビ東京）
- 『∞ゾッキ 平⽥さん』①（2022年4月24日、BSJapanext）- 万引き青年 役

### 映画
- 『あなたを待っています』（2016年9月24日） - 主演・西岡 役[2]、いまおかしんじ監督・脚本
- 『音楽』（2020年1月11日）原作
- 『街の上で』（2021年4月9日） - かわなべ（声）役、脚本（今泉力哉と共同）

### テレビバラエティー
- 『むちゃマン』 第1回 - 第4回（2022年2月27日 - 3月21日、NHK総合[13]） - 出演の他、リレー形式漫画制作
- 『共感百景～痛いほど気持ちがわかる あるある～』 （2022年4月5日・12日、テレビ東京）